# Stylogaster orientalis
Stylogaster orientalis är en tvåvingeart som beskrevs av Enrico Adelelmo Brunetti 1923. Stylogaster orientalis ingår i släktet Stylogaster och familjen stekelflugor. Inga underarter finns listade i Catalogue of Life.